# Abraham Yahuda
Abraham Shalom Yahuda (in ebraico אברהם שלום יהודה‎?; Gerusalemme, 1877 – 1951) è stato un docente, glottologo, scrittore, ricercatore e collezionista israeliano di documenti rari.

## Biografia
Abraham Yahuda nacque a Gerusalemme da una famiglia ebraica originaria di Baghdad. Dopo aver studiato per alcuni anni col fratello Isaac Ezekiel Yahuda, nel 1895, all'età di 15 anni, scrisse il suo primo libro in ebraico intitolato Antichità arabe. Nel 1897 partecipò al  Primo congresso sionista di Basilea. Dal 1905 al 1914 insegnò a Berlino. Alo scoppio della Prima guerra mondiale, si trasferì a Madrid, dove un decreto reale del 19015 lo nominò titolare della cattedra di lingue e letterature rabbiniche.
Dopo una lite con Chaim Weizmann in merito alla condotta che i sionisti dovevano tenere nei confronti degli arabi, entrò nelle file del Movimento sionista revisionista guidato da Vladimir Zabotinskij e da allora in poi fu attivamente supportato da quest'ultimo.
Successivamente, si stabilì a New York, proseguendo la propria carriera alla New School for Social Research.
Durante la sua vita, Yahuda tradusse e interpretò numerosi documenti arabi antichi, tra cui opere di poesia preislamica e testi giudeo-arabi medievali. Nel 1935 pubblicò il volume intitolato The Accuracy of the Bible, che suscitò un notevole dibattito internazionale.
Il suo libro Dr. Weizmann's Errors on trial fu dato alle stampe postumo nel 1952. Quest'opera fu una feroce polemica contro Wiezmann che lo aveva citato anonimamente nelle proprie memorie come un professore di spagnolo di origine marrana.
Alla morte di Yahuda, circa 1.500 dei suoi documenti rari furono donati alla Biblioteca nazionale di Israele. Gran parte del materiale donato era di origine araba, fatte salve diverse centinaia di manoscritti in ebraico antico, codici miniati di altri Paesi e scritti inediti di Isaac Newton. La collezione di 7.500 scritti teologici fu riconosciuta come parte del programma "Memoria del mondo" dell'UNESCO, quali documenti da preservarsi a beneficio delle generazioni future.
Albert Einstein e Yahuda tennero una fitta corrispondenza per tutti gli anni '30. Nel 1940 Einstein fece in modo che Yahuda e la moglie si recassero a New York. Nell'estate dello stesso anno, Yahuda ricambiò l'invito con una visita ad Einstein sulle rive del lago Saranac, nelle montagne Adirondack. A settembre, Einstein gli inviò una lettera che esprimeva la sua ammirazione per le concezioni religiose e le interpretazioni bibliche di Newton.  La lettera di Einstein trasse probabilmente ispirazione dalle conversazione intrattenute con Yahuda presso il lago Saranac.

## Influenze culturali
Nella sua commedia del 1933 intitolata Hysteria, il drammaturgo britannico Terry Johnson creò un personaggio ispirato al tentativo di Yahuda di convincere Freud a non pubblicare il suo ultimo libro Moses and Monotheism.

## Altre pubblicazioni
- The Language of the Pentateuch in Its Relation to Egyptian (1933).